# Convolvulus bonariensis
Convolvulus bonariensis är en vindeväxtart som beskrevs av Antonio José Cavanilles. Convolvulus bonariensis ingår i släktet vindor, och familjen vindeväxter. Inga underarter finns listade i Catalogue of Life.